# Chaguaní
Chaguaní è un comune della Colombia facente parte del dipartimento di Cundinamarca.
Il centro abitato venne fondato da José Ledo Zapata nel 1770.